# Róża perska
Róża perska (Rosa persica Michx. ex Juss.) – gatunek krzewu z rodziny różowatych. Występuje w Azji Środkowej – od Iranu, poprzez Afganistan, Turkmenistan, Uzbekistan, Kazachstan, Tadżykistan, Kirgistan, po zachodnie krańce Chin – region autonomiczny Sinciang. Rośnie tam na stokach i na nieużytkach. Wyróżnia się wśród róż na tyle, że wyodrębniana była w osobny, monotypowy rodzaj Hulthemia, ewentualnie opisywany w randze podrodzaju lub sekcji. Jako jedyna spośród róż ma liście niepodzielone. W drugiej połowie XX wieku zaczęła być wykorzystywana do tworzenia ozdobnych odmian uprawnych, w efekcie czego uzyskano oryginalną grupę odmian mieszańcowych (grupa 'Hybrid Hulthemia persica') zwanych popularnie 'różami z oczkiem' ze względu na kontrastowo ciemną nasadę płatków.

## Morfologia
PokrójLuźno rosnący, niski krzew osiągający 30–50 cm wysokości. Tworzy rozłogi sięgające ponad 1,5 m. Pędy są cienkie, za młodu żółte i gładkie, starsze stają się ciemnobrązowe i szorstkie. Słabo wygięte hakowato, ostre i cienkie kolce wyrastają parami przy nasadach liści.
LiścieWyjątkowe wśród róż – pojedyncze i bez przylistków. Blaszka jest sina, skórzasta, eliptyczna do jajowatej, o długości 1–2 cm i szerokości 0,5–1 cm. Jest siedząca lub osadzona na bardzo krótkim ogonku. Nasada liści jest najczęściej zaokrąglona do sercowatej, rzadko szeroko zbiegająca. Wierzchołek jest stępiony lub zaostrzony. Brzeg blaszki jest piłkowany, ale ku nasadzie ząbki zanikają i w dole liść jest całobrzegi. Młode liście od spodu bywają owłosione, poza tym liście są nagie.
KwiatyWyrastają pojedynczo na końcach pędów na nagich szypułkach długości 1–1,5 cm. Hypancjum kulistawe i pokryte ościstymi kolcami. Działki kielicha lancetowate, całobrzegie, omszone od spodu i tu też z rzadkimi, długimi ośćmi. Na powierzchni doosiowej gęsto, szaro owłosione. Korona kwiatu o średnicy ok. 2–2,5 cm, składa się z 5 (rzadko 6) żółtych płatków z czerwonofioletową plamą u nasady. Płatki jajowate, nieco dłuższe od działek kielicha. Pręciki fioletowe. Szyjki słupków gęsto owłosione.
OwoceNiełupki zamknięte wewnątrz fioletowobrązowego, kulistawego owocu pozornego (szupinkowego) o średnicy ok. 1 cm, zwieńczonego trwałymi działkami kielicha i pokrytego gęsto szczecinkami.

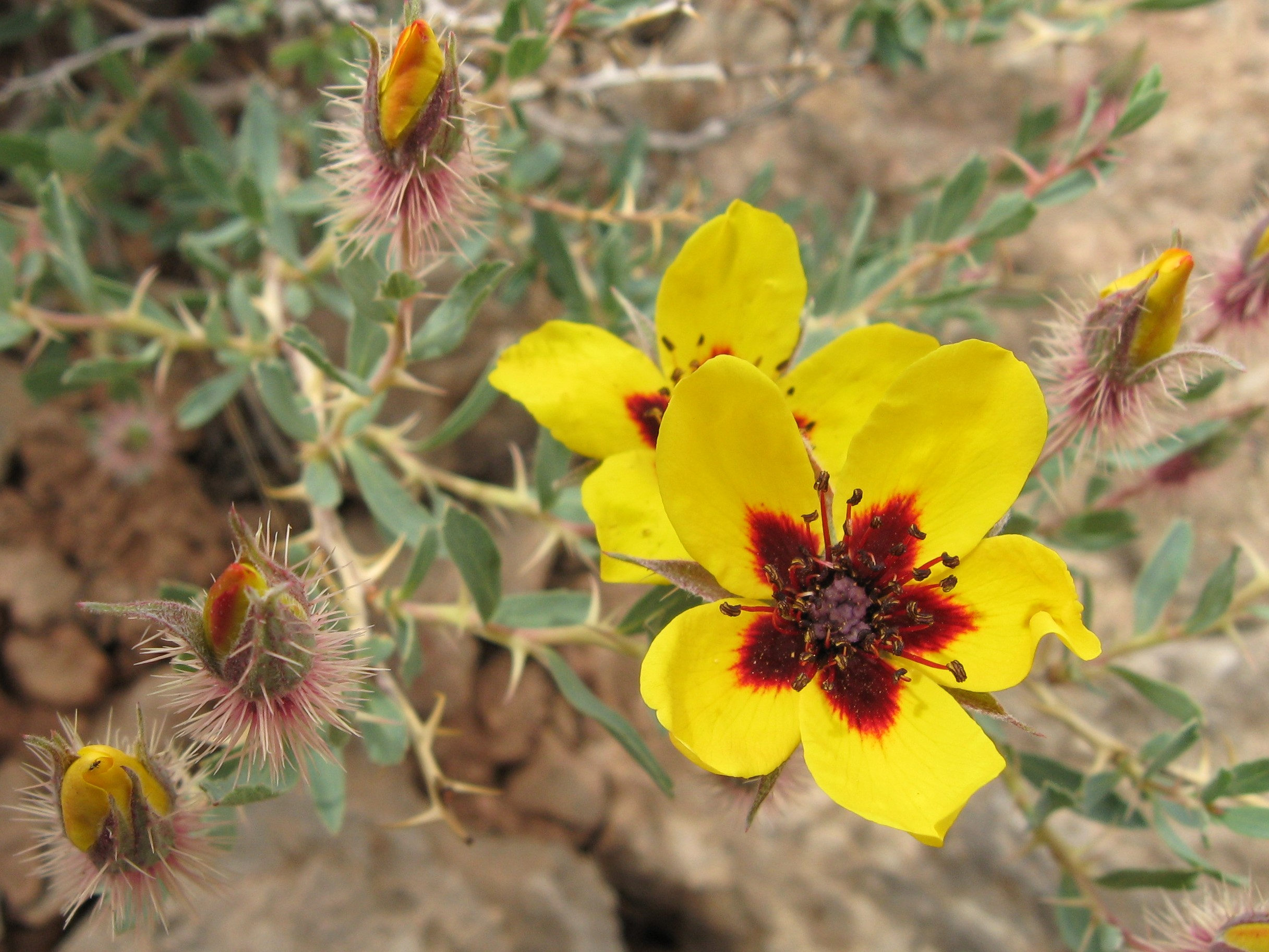
Kwiat
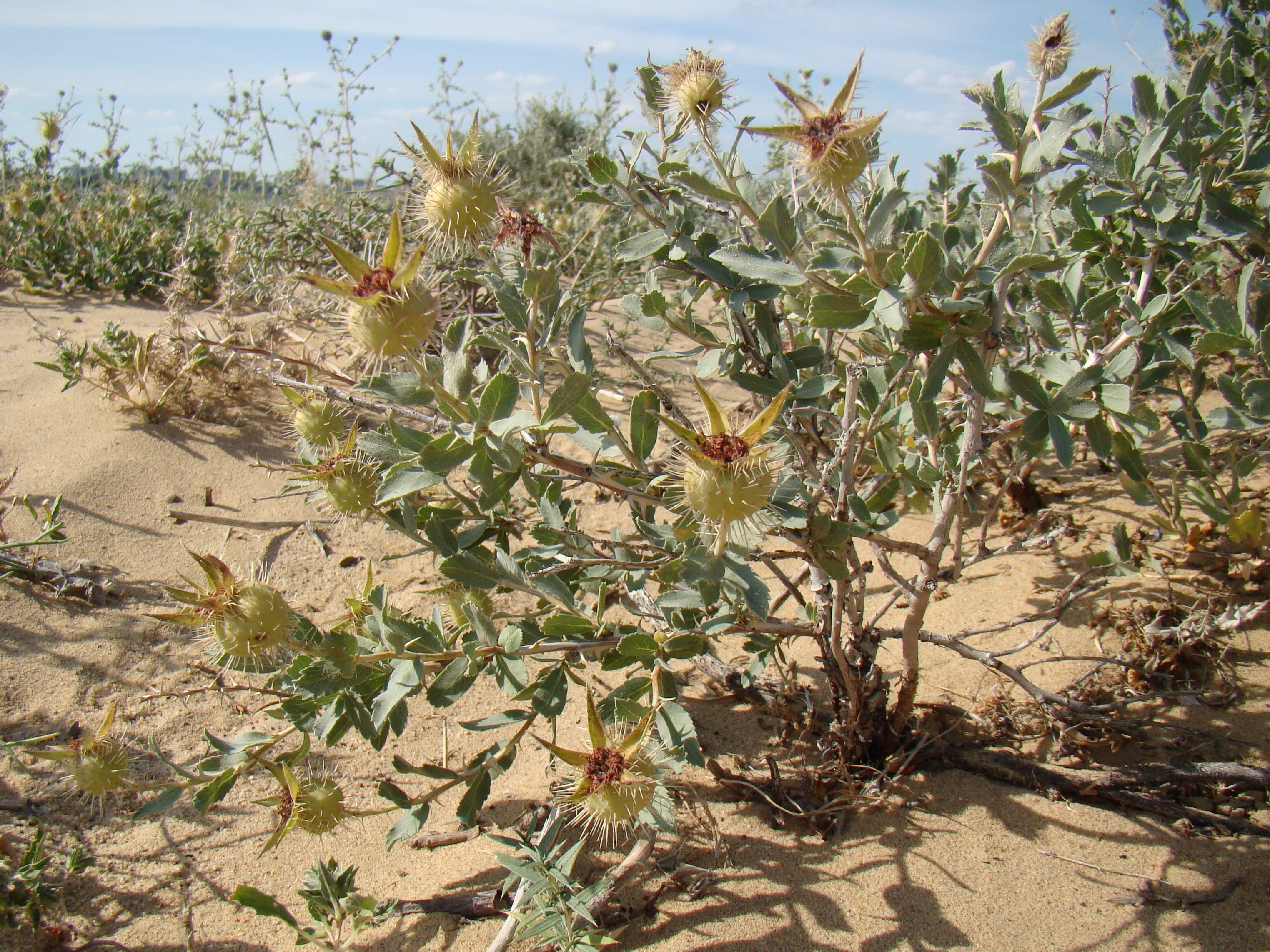
Pokrój krzewu
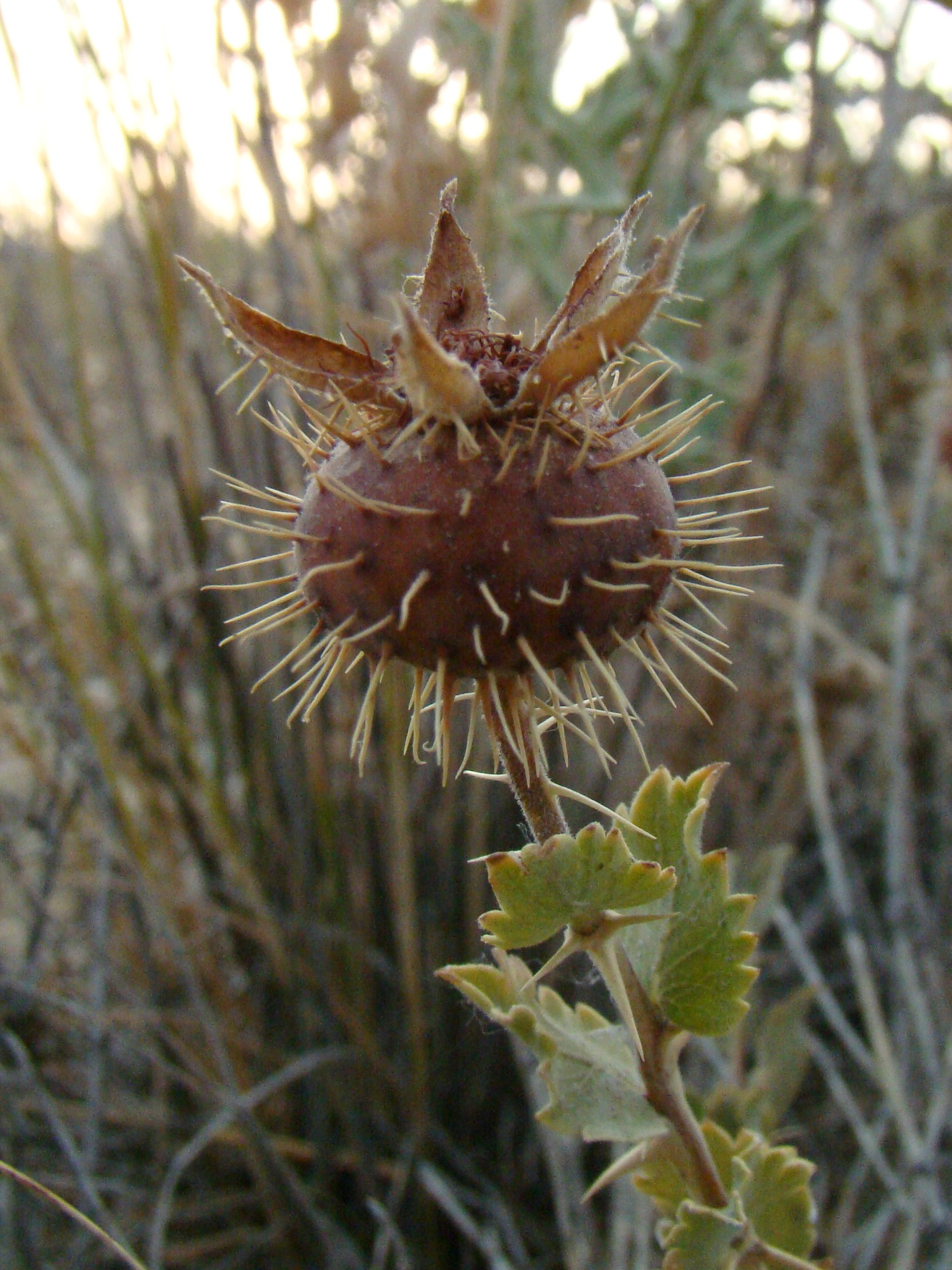
Owoc

## Biologia i ekologia
Gatunek odporny na susze (rośnie na obszarach o średnich opadach rocznych wynoszących ok. 200 mm). Występuje na łagodnych stokach wzniesień, na nieużytkach w strefie klimatu suchego i gorącego, często na terenach porzuconych, a dawniej użytkowanych rolniczo. Często rośnie na glebach słonych i glebach powstających na glinach. Kwitnie od maja do czerwca. Kwiaty są owadopylne i bardzo rzadko zawiązują nasiona w wyniku samozapylenia. Owoce dojrzewają w okresie od lipca do września. Kiełkują słabo ze względu na twardą owocnię. Główną rolę w rozprzestrzenianiu się gatunku odgrywają rozłogi.
W południowej części zasięgu rośnie w górach (np. w Iranie na rzędnych ok. 1900–2500 m n.p.m.), ale dalej na północy raczej na mniejszych wysokościach (w Chinach do 600 m n.p.m.).

## Systematyka
Gatunek jest jedynym przedstawicielem monotypowego taksonu Hulthemia opisanego początkowo jako odrębny rodzaj (Hulthemia Dumortier (1824)); w późniejszych pracach wyróżniany jest on jako jeden z czterech podrodzajów (Subgen. Hulthemia (Dumort.) Focke (1888)) lub jedna z kilkunastu sekcji w obrębie rodzaju róża Rosa z rodziny różowatych Rosaceae.
Hulthemia w randze rodzaju traktowany był jako takson siostrzany w stosunku do róży Rosa. Badania molekularne z przełomu XX i XXI wieku potwierdzały siostrzaną pozycję Rosa persica i podrodzaju Hulthemia w stosunku do pozostałych róż tworzących podrodzaj Rosa. Jednak kolejne badania dowiodły, że odrębność morfologiczna tego taksonu nie wynika z zachowania cech pierwotnych, lecz najwyraźniej jest wynikiem adaptacji do suchych i gorących warunków, w jakich gatunek ten występuje. Redukcja przylistków i liścia do jednej, niepodzielonej, niewielkiej blaszki jest wynikiem kseromorfizmu. Badania molekularne nad plastydowym DNA wykazały, że Rosa persica jest zagnieżdżona w obrębie podrodzaju Rosa a Hulthemia w tej sytuacji powinna być traktowana jako sekcja. Północnoamerykańskie róże, wskazywane jako blisko spokrewnione z podrodzaju Hesperhodos (Rosa stellata i Rosa minutifolia), są podobne do R. persica, ale tu także zredukowane liście (3–5 listków) są najwyraźniej tylko podobną adaptacją do suchego siedliska.

### Zmienność i mieszańce
W obrębie naturalnego zasięgu opisane zostały dwa morfotypy bez rangi systematycznej. Rośliny z południowej części zasięgu (Iran i Afganistan) wyróżniają się owłosieniem liści i pędów, którego brak u roślin z populacji północnych.
Już w 1830 gatunek został skrzyżowany z Rosa clinophylla (Sect. Bracteatae) a mieszaniec nazwany został od autora krzyżówki (J.A. Hardy'ego) – Rosa × hardyi. Róża ta ma większe niż u róży perskiej kwiaty (ok. 5 cm średnicy) i liście złożone z 1–7 wąskojajowatych listków. Jako bardziej odporna w uprawie od róży perskiej była ona w XIX wieku obecna w ofercie handlowej. W obrębie naturalnego zasięgu róży perskiej opisano dwa mieszańce z innymi, miejscowymi gatunkami róż z krajów byłego Związku Radzieckiego. Ze względu na klasyfikowanie przez część autorów R. persica do rodzaju Hulthemia mieszańce międzyrodzajowe w takim ujęciu z różami oznaczano nazwą × Hulthemosa.
W XX wieku Rosa persica na większą skalę zaczęła być wykorzystywana do hodowli odmian ozdobnych róż i z powodzeniem jest krzyżowana z różnymi ich odmianami.

## Zastosowanie
W latach 70. XX wieku pierwsze doświadczenia nad krzyżowaniem odmian ozdobnych róż z różą perską zaczęli przeprowadzać Jack Harkness z Anglii i Alec Cocker ze Szkocji. W końcu lat 80. Harkness zaczął oferować cztery uzyskane odmiany. Z czasem powstawać zaczęło coraz więcej odmian zwanych 'Hybrid Hulthemia persica', a popularnie „różami z oczkiem”. Zabiegi hodowlane nie są łatwe, ponieważ mniej niż jedna na 50 roślin potomnych uzyskanych w wyniku krzyżowania dziedziczy charakterystyczne kontrastowe ubarwienie płatków. Z czasem jednak powstaje coraz więcej odmian cechujących się różnorodną barwą kwiatów, liczbą płatków oraz pokrojem. Stałą cechą wyróżniającą tę grupę odmian jest „oczko” – ciemna plamka w centrum kwiatu.

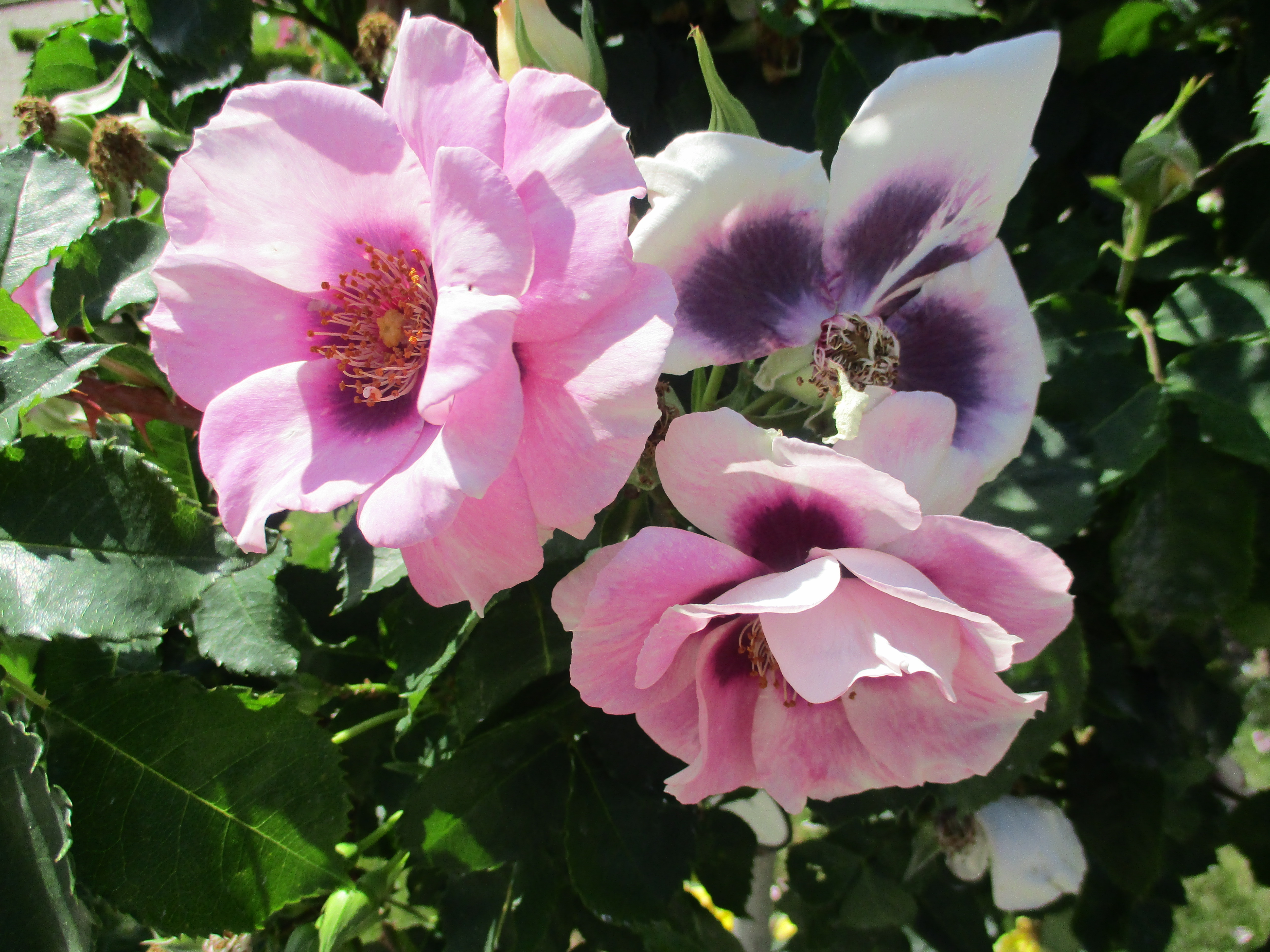
'Blue Eyes'
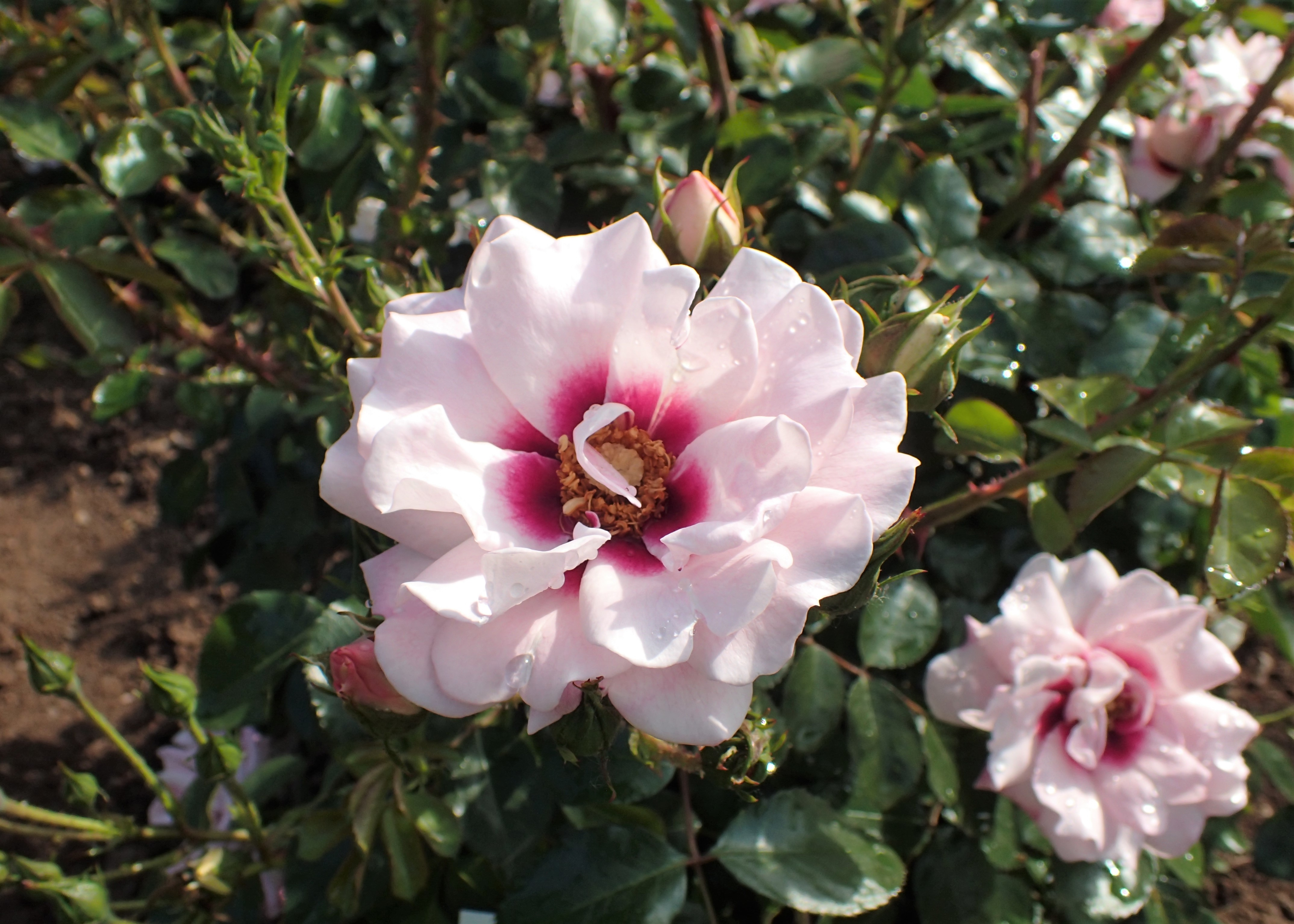
'Esther Queen of Persia'
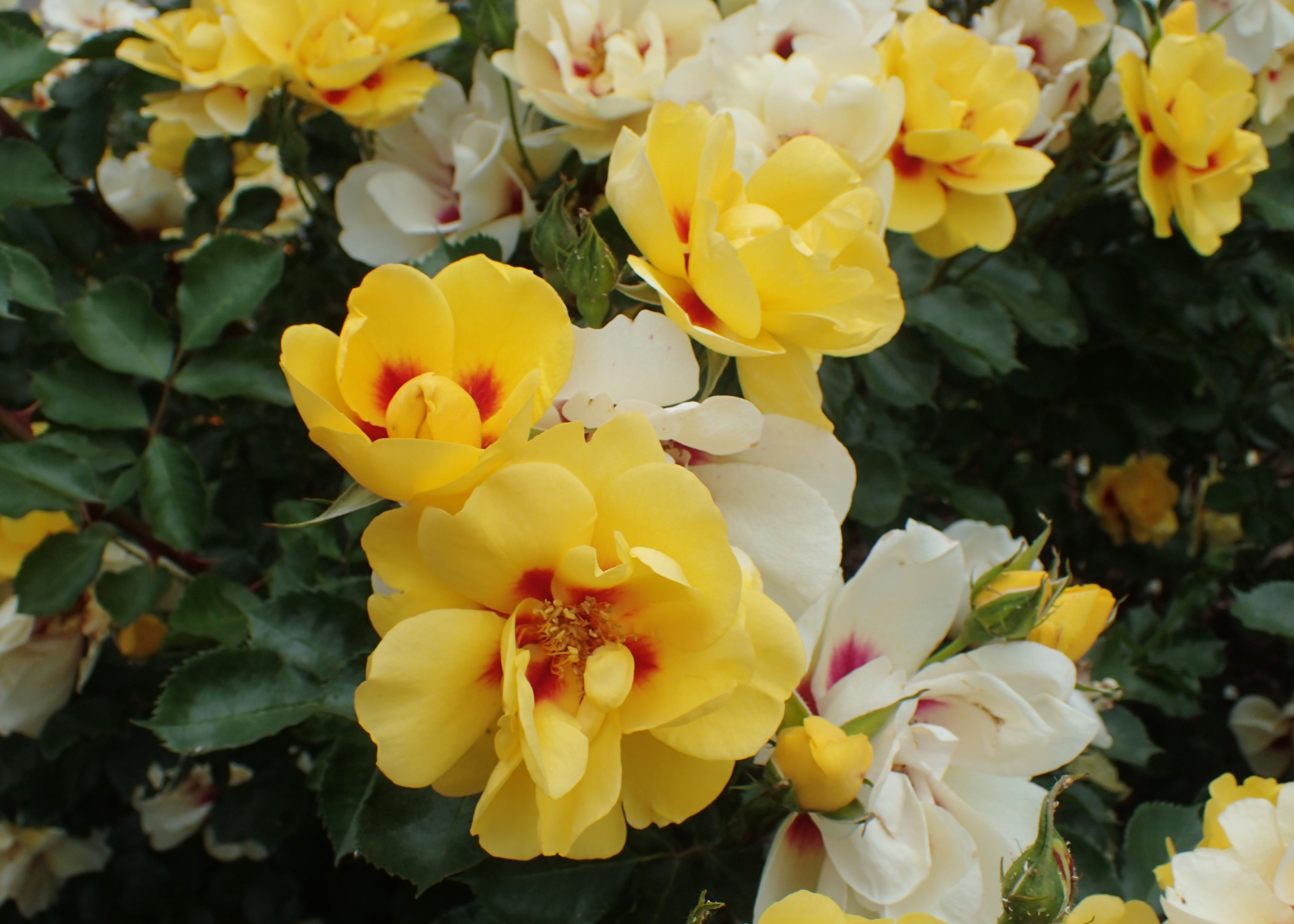
'Eyeconic'
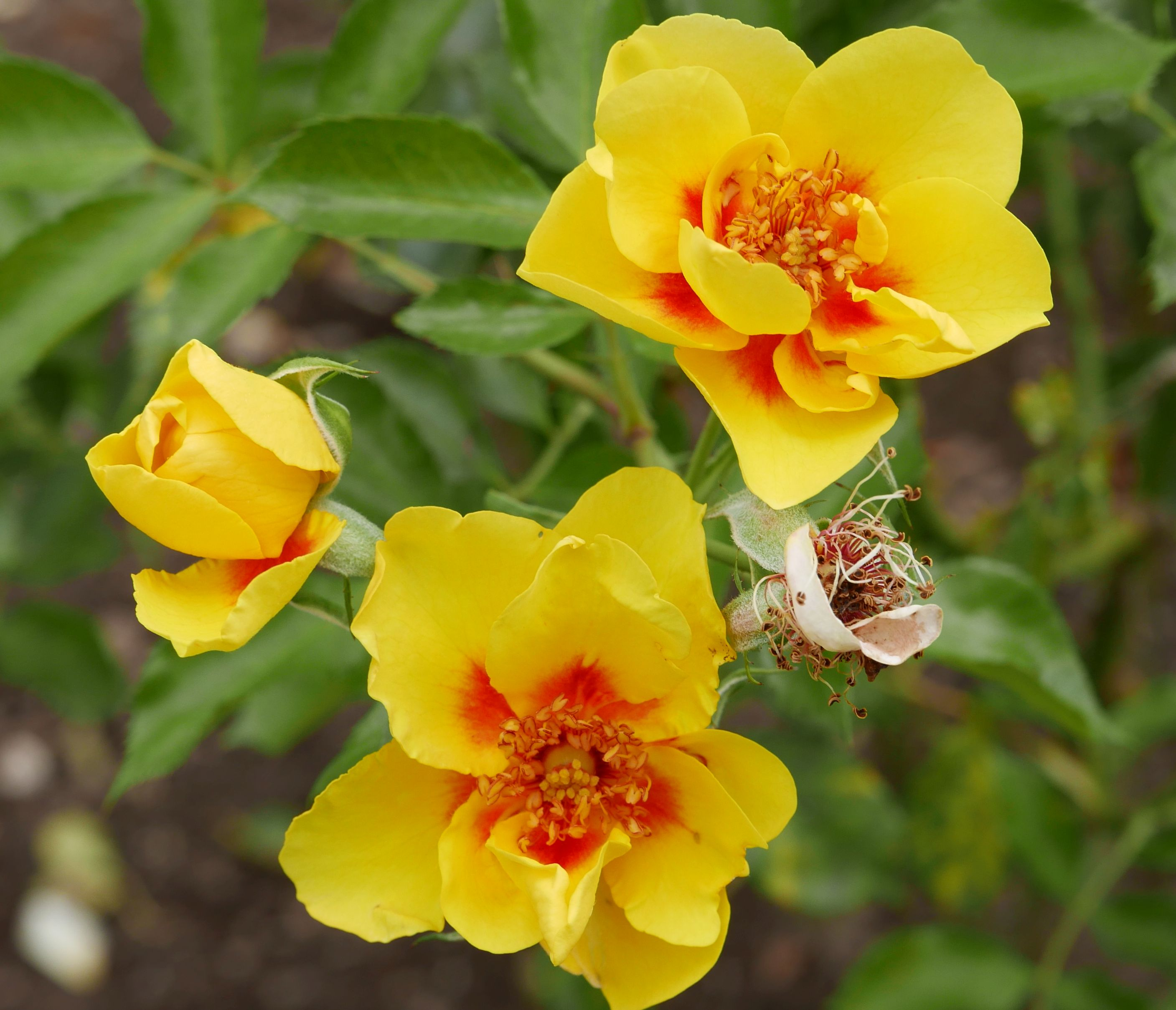
'Eyeconic Lemonade'
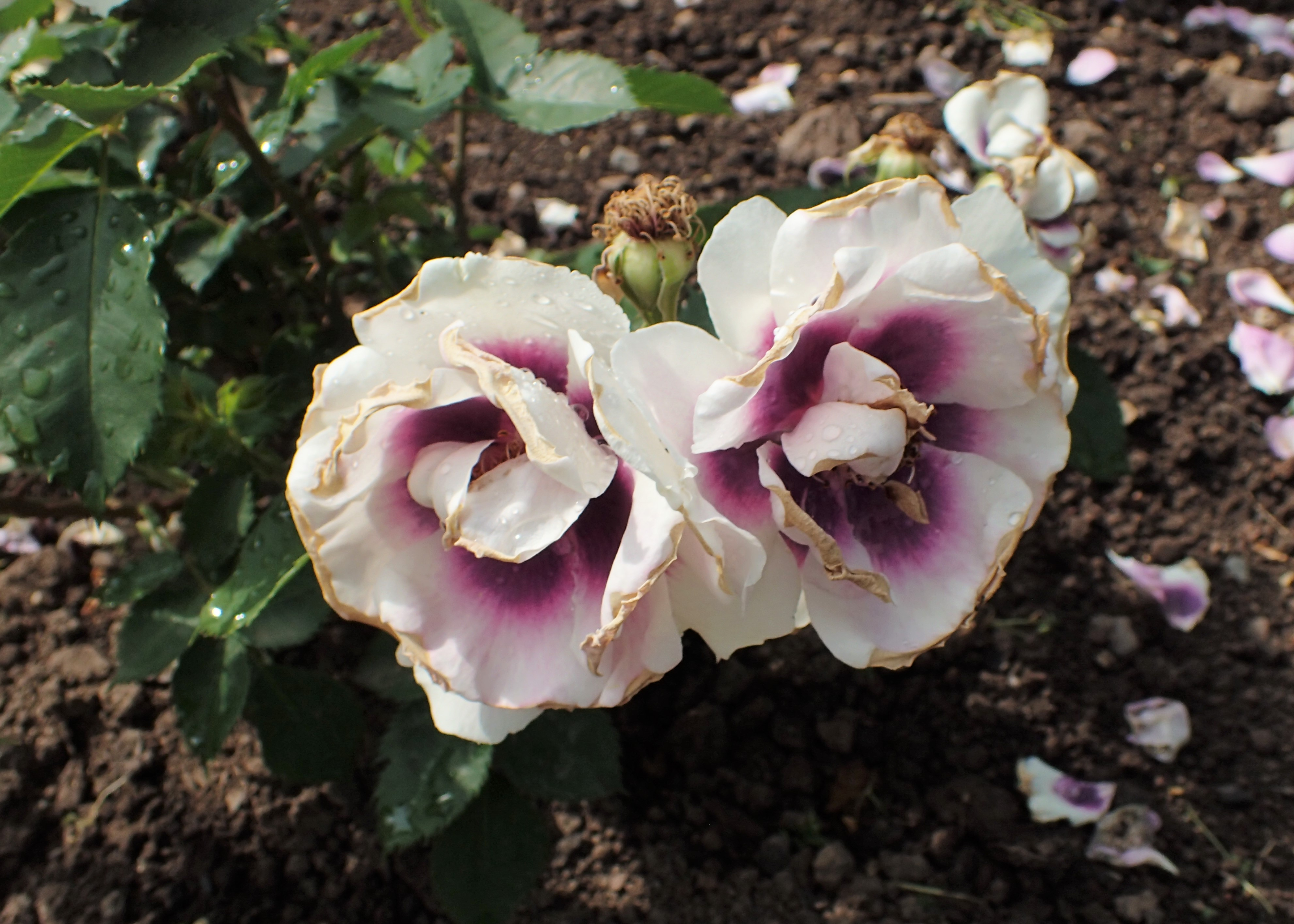
'Eyes for you'
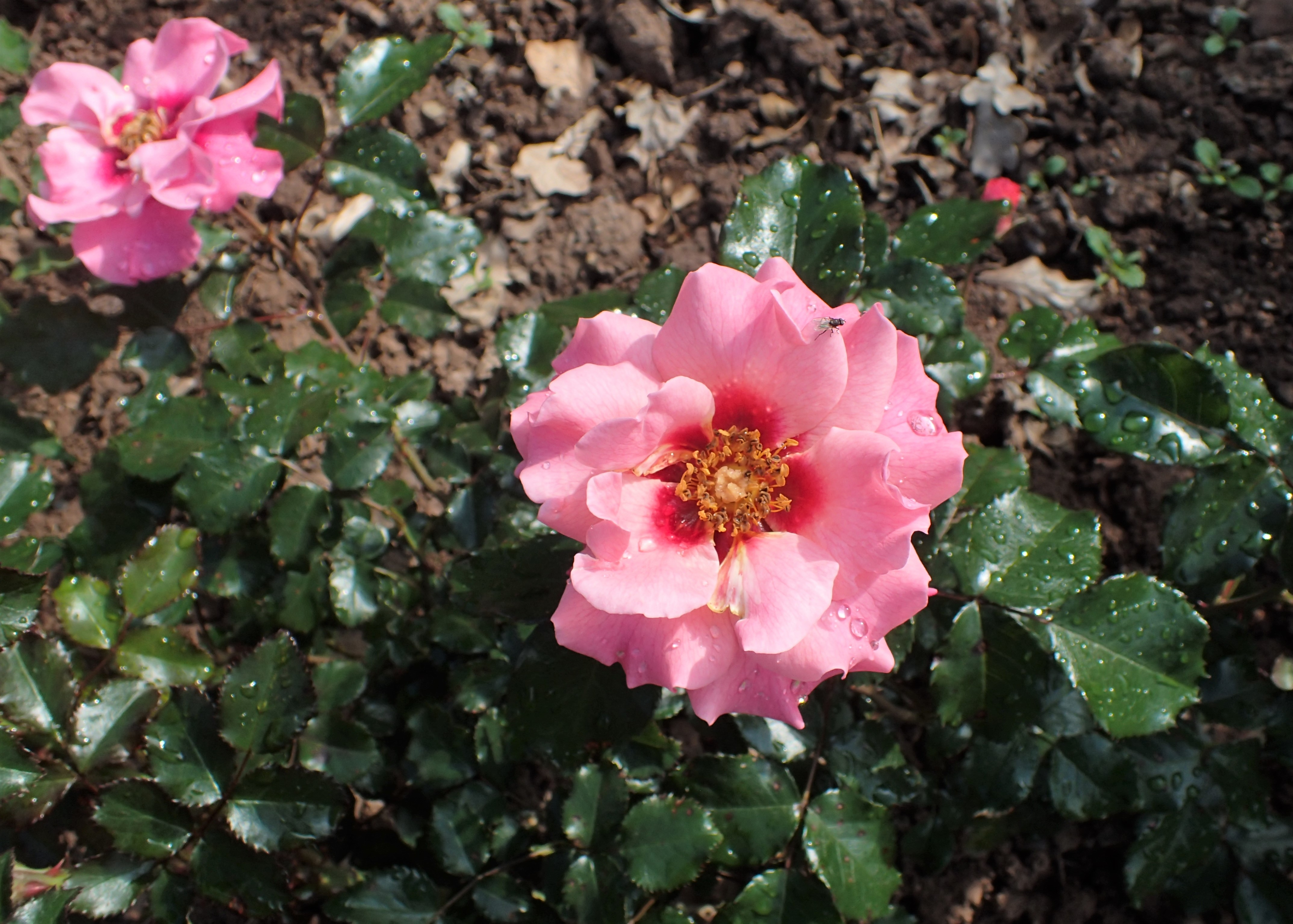
'My Butterfly'
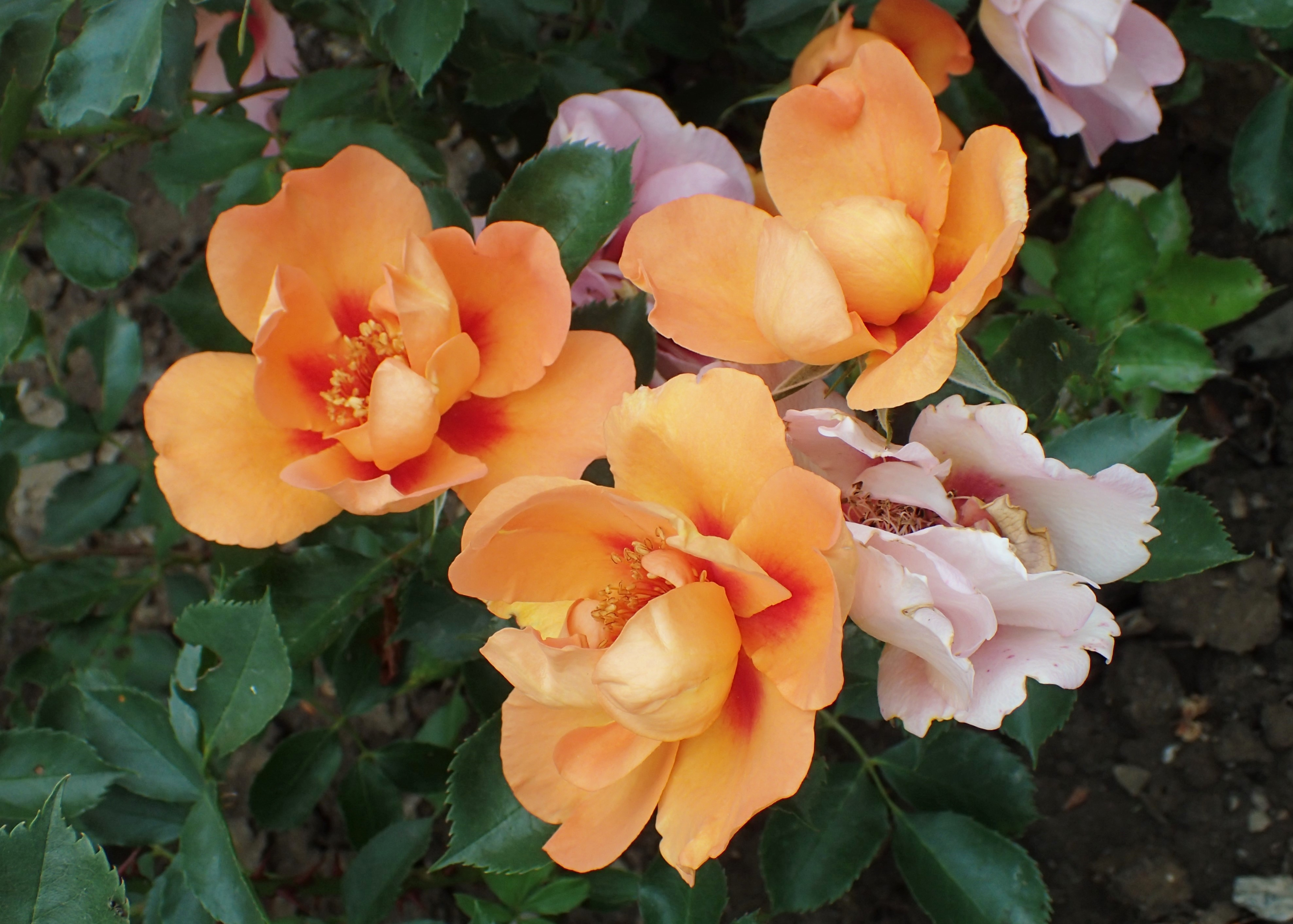
'Orange Eyeconic'
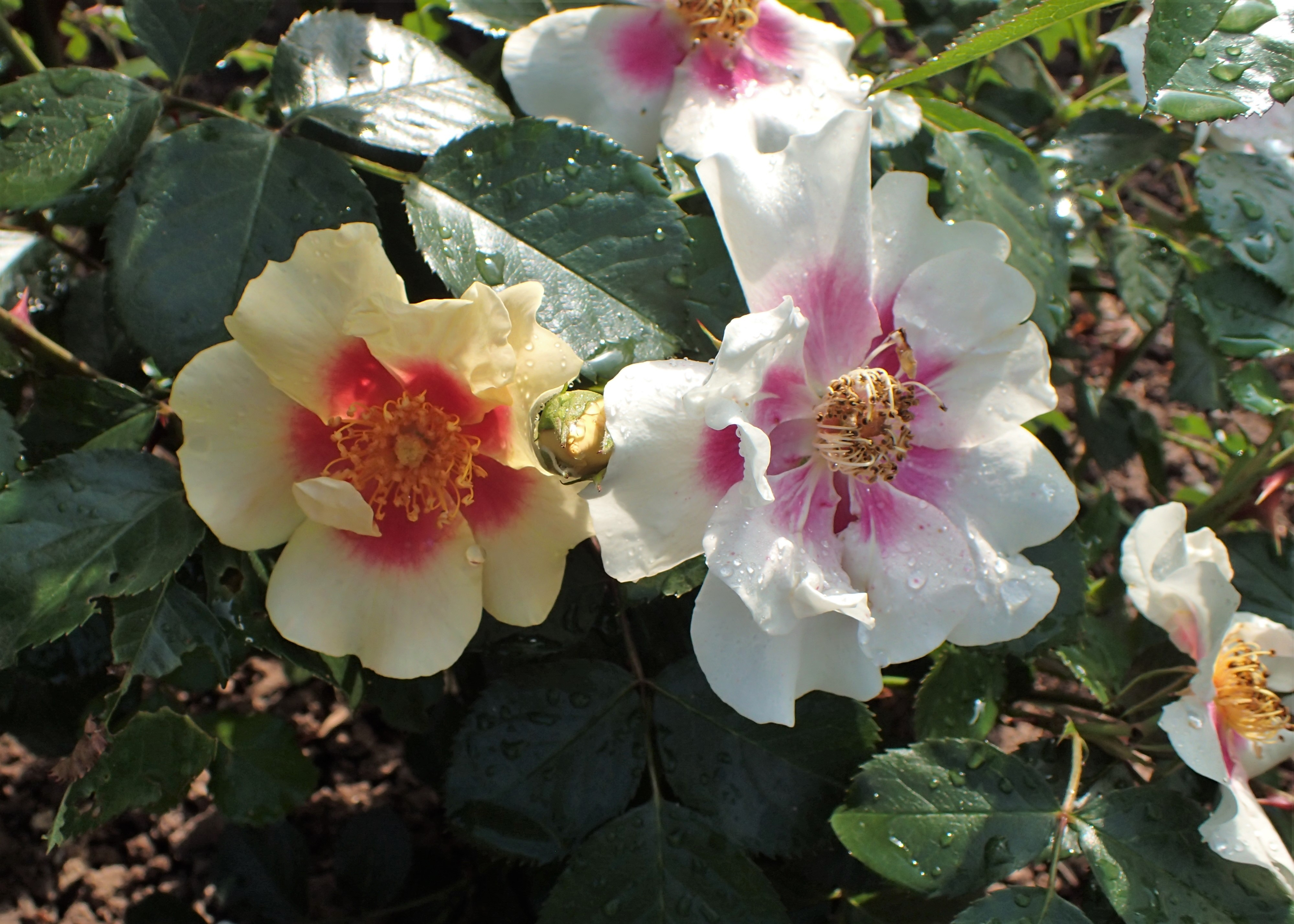
'Queen of Sheba'

W odróżnieniu od wielu innych róż owoce tego gatunku opisywane są jako niejadalne.